# Stenuld
Stenuld er mineraluld dannet med fibre fra sten. Det sintrer ved ca. 750°C og smelter ved ca. 1.250 °C.

## Fremstilling
Ved 1.500 °C i kupolovn, smeltes sten med ler- og cementbriketter, som indeholder recirkuleret stenuldsaffald. Den flydende masse spindes til fibre og tilsættes en vandafvisende mineralsk olie, samt et bindemiddel. Hefter genopvarmes blandingen i en hærdeovn hvor bindemidlet bliver til bakelit. Så bliver stenulden formfast og kan skæres ud i passende formstykker til salg.
Til produktionen genanvendes også en spildprodukter fra øvrige industrier – herunder aluminiumssilikat fra jernindustrien, slagger fra stålværker og filterstøv fra cementindustrien.